# Loretokapelle (Obermedlingen)

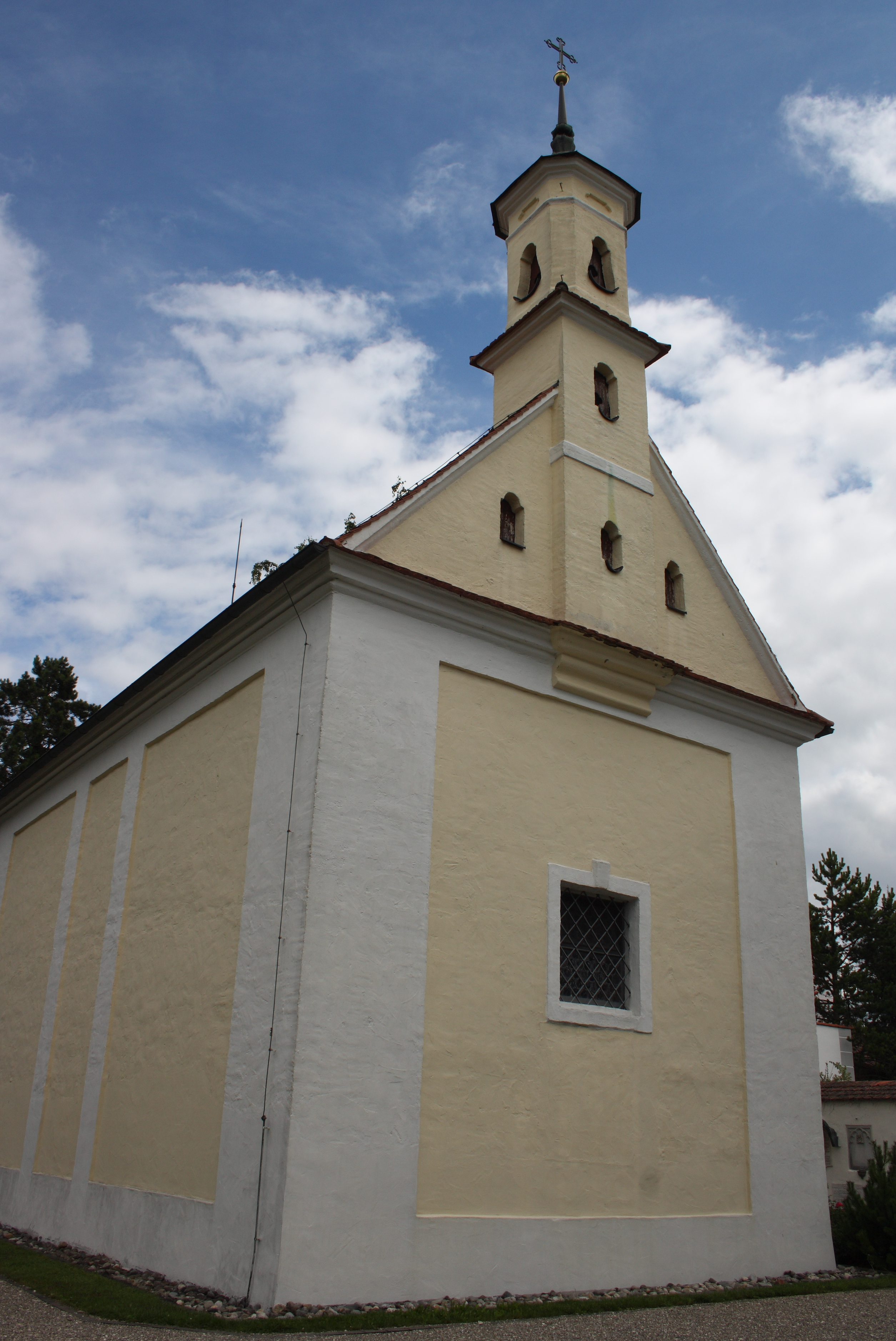
Loretokapelle in Obermedlingen

Die Loretokapelle in Obermedlingen, einem Ortsteil der Gemeinde Medlingen im Landkreis Dillingen an der Donau (Bayern), wurde 1757 errichtet. Die Kapelle an der Bergstraße 14, nordwestlich des Klosters Obermedlingen an der Südseite des Friedhofs, ist ein geschütztes Baudenkmal.

## Geschichte und Beschreibung
Die Loretokapelle ist ein einschiffiger, tonnengewölbter Rechteckbau mit Giebelreiter mit welscher Haube und Spitze. In der oberen Füllung der südöstlichen Tür ist die Jahreszahl 1757 bezeichnet.
Der Altar besitzt einen bühnenartigen Aufbau. Er wird Franz Karl Schwertle zugeschrieben. Die Figur des hl. Leonhard (um 1750/60) stammt von Johann Michael Fischer.